# Alegorické sochy dne a noci (Lysá nad Labem)

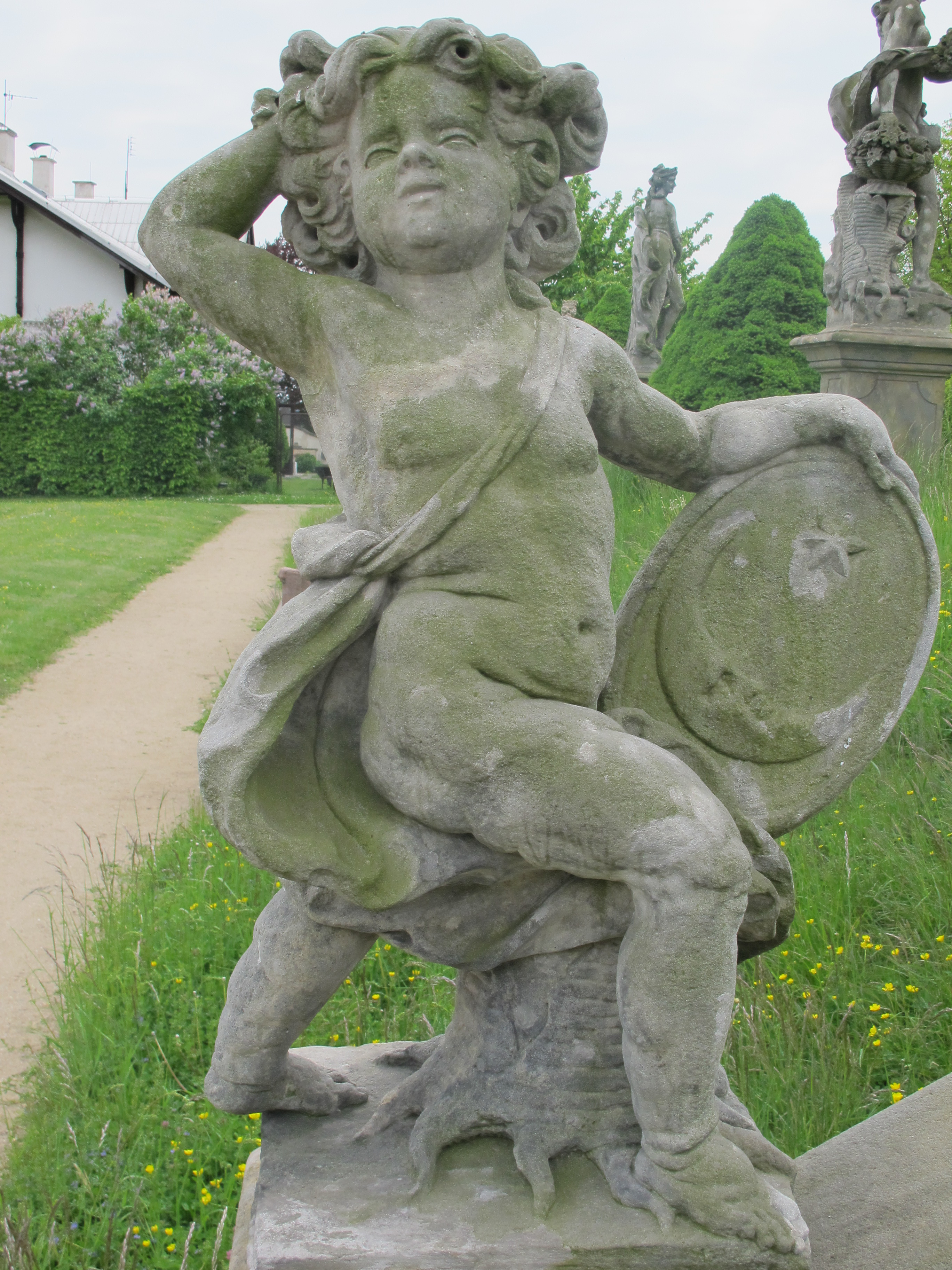
Alegorická socha Noc

Alegorické sochy dne a noci najdeme na dolních sloupcích středního schodiště zámeckého parku v Lysé nad Labem. Obě tyto alegorie navazují na sochy, jenž se nacházejí na horních sloupcích stejného schodiště a to sice na Venuši a Apollóna, zastupující zde Měsíc a Slunce, či jinak ženský a mužský princip. Autorem těchto soch je dílna Matyáše Bernarda Brauna, konkrétně „Sochař z Benátek", jímž by mohl být snad František Adámek. Barokní sochy vznikly během let 1734–1735. Materiálem soch je jemnozrnný pískovec bílé barvy s okrovými skvrnami z okolí Brandýsa nad Labem. Soubor soch je součástí památkově chráněného zámeckého areálu.

## Alegorická socha Noc
Alegorickou sochu Noc představuje dětská postavička. Dětská figura drží v levé ruce ovál s reliéfem srpu měsíce s lidskou tváří a hvězdou. Tento ovál má zespoda zapřený o pařez, nalézající se mezi nohama postavičky. Pravou ruku má zapřenou zezadu o hlavu. Baculatou postavičku zahaluje v partiích zad a klína bohatě modelovaný plášť s drobnými i většími miskovitými záhyby. Plášť je spojen přes prsa vedoucí páskou. Na hlavě dítě nosí půvabné kudrnaté kadeře. I když pozorujeme stojící alegorickou postavu, její mírně zakloněná hlava, zavřené oči, spolu z pohybem dolních končetin a pravé ruky, ztvárňují polohu, v níž by mohlo dítě v leže klidně spát.

## Alegorická socha Den
Alegorická socha dne je ztvárněna rovněž jako baculatá dětská figura. Dítě drží v pravé ruce ovál s reliéfem slunce s lidskou tváří. Ovál si přidržuje zespoda pravou postavenou nohou. Levou rukou ukazuje na malebný reliéf. Dítě je oděno opět do pláště, který však na rozdíl od alegorie noci nespojuje páska. Plášť vytváří množství drobných i větších miskovitých záhybů a jako takový zakrývá klín, část zad a i tělesné partie pod zády, neboť vede až dolů na plintus. Velmi půvabná je buclatá tvářička, doplněná delšími kudrnatými vlásky. 